# بيتر اونيو
بيتر اونيو (بالإنجليزية: Peter Onu)‏ دبلوماسي نيجيري شغل عدة مناصب سياسية في حياته ومن أهمها منصب الامين العام بالوكالة لمنظمة الوحدة الأفريقية عامي 1983 و 1985.